# 港湾潜水技士
港湾潜水技士（こうわんせんすいぎし）は、一般社団法人日本潜水協会が認定する資格。
国土交通省により、公共工事に関する調査及び設計等の品質確保に資する技術者資格に登録されている。

## 区分
- 1級
- 2級
- 3級

## 受験資格
- 1級
  - 港湾潜水技士2級合格後3年以上の実務経験を有すること。
- 2級
  - 潜水士免許取得後6年以上の実務経験を有すること。または、港湾潜水技3級合格後3年以上の実務経験を有すること。
- 3級
  - 潜水士免許取得後3年以上の実務経験を有すること
- ただし、次の各学校の指定科卒業者が3級を受験する場合の経験年数は1年となる。
  - 岩手県立種市高等学校海洋開発科
  - 山形県立加茂水産高等学校開発科
  - 茨城県立海洋高等学校海洋工学科
  - 京都府立海洋高等学校マリン技術科
  - 日本海洋技術専門学校潜水専門課程

## 試験
- 毎年2回、北海道・岩手県・山形県・千葉県・東京都・愛知県・大阪府・福岡県・沖縄県の各地で実施する。